# .gr
.gr — национальный домен верхнего уровня (ccTLD) для Греции. Регистрация проходит через официально аккредитованные для этого компании. Также допускается регистрация доменных имен на греческом.

## Домены второго уровня
Всего существует девять доменов второго уровня:
- com.gr: для коммерческих организаций
- edu.gr: для университетов
- net.gr: для провайдеров интернета и сети
- org.gr: для некоммерческих организаций
- gov.gr: для государственных учреждений
- mil.gr: для военных целей
- mod.gr: Министерство обороны
- sch.gr: для начальных, средних и старших школ, а также для учителей
- co.gr: для коммерческого использования (используется очень редко)[1].

Существуют также другие домены второго уровня, которые принадлежат компаниям, занимающимся регистрацией доменов третьего уровня.

## Альтернативные домены
В Греции также существует альтернативный домен верхнего уровня, записанный буквами греческого алфавита (IDN ccTLD) — .ελ. До 2011 года существовал домен .ΕΛ, написанный заглавными буквами греческого алфавита, но он был упразднён компанией ICANN из-за своей схожести с доменом .EA. ICANN решила, что пользователям, не знакомым с греческим, эти домены могут показаться одинаковыми и их будут часто путать. Код ISO 3166-1 может состоять из двух любых латинских букв, тогда как использование кодов из двух букв, визуально похожих на латинские, запрещается. Использование трёхбуквенных кодов, таких как .укр, разрешено. В 2014 году ICANN разрешило Греции использование домена .ελ, а 10 июля 2018 он стал полностью доступен.

## Статистика
Google по запросу site:.gr на 29 ноября 2019 года находит примерно 819 000 000 сайтов.
Google по запросу site:.ελ на 29 ноября 2019 года находит примерно 17 400 сайтов.